# Neurotrofine
Neurotrofines zijn stoffen die, zoals de naam suggereert, in de hersenen voorkomen. Ze worden geproduceerd door verschillende soorten cellen; zenuwcellen en gliacellen. Neurotrofines, ook wel trofische factoren genoemd, zorgen dat de cellen goed kunnen blijven werken (dat wil zeggen blijven leven). De factoren kunnen op drie manieren werken:
- Paracrien: de factoren die de cel produceert werken in op de buurcel
- Autocrien: de factoren werken in op dezelfde cel die ze uitscheidt
- Target derived: de factoren worden uitgescheiden door de doelcel richting het innerverende neuron (het neuron dat contact maakt/moet maken met de doelcel)

## Typen
De verschillende neurotrofe factoren zijn in te delen naar hun type receptor:

### Bindend aan een tyrosine-kinase-receptor
Deze neurotrofe factoren binden aan een tyrosine kinase receptor, dit heeft dimerisatie en autofosforylatie tot gevolg.
Onder deze groep vallen: 
- NGF - Nerve Growth Factor (Zenuwgroeifactor)
- BDNF - Brain Derived Neurotrophic Factor (Neurotrofe factor uit de hersenen afkomstig)
- neurotrofine 3
- neurotrofine 4/5

### Liganden van de GDNF-familie
Deze neurotrofe factoren binden aan de co-receptoren van de GFRα eiwit familie.
- glial cell line-derived neurotrophic factor (GDNF)
- neurturine (NRTN)
- artemine (ARTN)
- persefine (PSPN)

### overige
- novel neurotrophin-1 (NNT1)

## Receptoren
| Type receptor | Neurotrofe factor     |
| ------------- | --------------------- |
| TrkA          | NGF                   |
| TrkB          | BDNF, NT-3, NT-4      |
| TrkC          | NT-3                  |
| LNGFR of p75  | NGF, BDNF, NT-3, NT-4 |
| GFRα1         | GDNF                  |
| GFRα2         | NRTN                  |
| GFRα3         | ARTN                  |
| GFRα4         | PSPN                  |